# Hadena cypriaca
Hadena cypriaca là một loài bướm đêm trong họ Noctuidae.